# Comarca de Ponta Porã
A Comarca de Ponta Porã é uma comarca brasileira localizada no estado de Mato Grosso do Sul, a 315 quilômetros da capital.

## Generalidades
Sendo uma comarca de segunda entrância, tem uma superfície total de 9862,4 km², o que totaliza 3% da superfície total do estado. A povoação total da comarca é de 103 mil habitantes, aproximadamente 0,5% do total da povoação estadual, e a densidade de povoação é de 10,4 habitantes por km².
A comarca inclui os municípios de Ponta Porã, Laguna Carapã, Antônio João, Aral Moreira. Limita-se com as comarcas de Amambai, Caarapó, Dourados, Maracaju, Jardim e Bela Vista.
Economicamente possui PIB de R$ 1 507 590 000,00 e PIB per capita de R$ 14 661,13
O nome da comarca é o mesmo de um antigo território situado na região em meados do Século XX.